# 实验式
在化学领域，实验式（empirical formula）又称最简式，是表示化合物中各种原子最简单整数比例的化学式，为元素分析实验而得的测量结果，故而得名。
实验式并不能区分最简整数比相同的几种化学物质，更不能解释结构或区分同分异构体；例如，一氧化硫（{\displaystyle {\ce {SO}}}）的实验式就是 {\displaystyle {\ce {SO}}}，而二氧化二硫（{\displaystyle {\ce {S2O2}}}）的实验式也是 {\displaystyle {\ce {SO}}}；因此，一氧化硫和二氧化二硫，都是硫和氧的化合物，具有相同的实验式。又如，对于正己烷而言，它的示性式为{\displaystyle {\ce {CH3CH2CH2CH2CH2CH3}}}，此式可表明它的直链结构及分子中的碳氢原子个数；而它的实验式则为{\displaystyle {\ce {C3H7}}}，3和7最大公因数为1，此式不能表明它含有多少碳原子，更不能表达其结构或用以区别其同分异构体。
简化式或简式是与实验式类似的化学式，其列出了各种原子的实际数目，如正己烷的简化式为{\displaystyle {\ce {C6H14}}}，最简式为{\displaystyle {\ce {C3H7}}}，前者的化合物原子的比例“非最简单”整数比。

## 常见物质例子
| 物质   | 分子式                          | 最简式                       |
| ------ | ------------------------------- | ---------------------------- |
| 水     | {\displaystyle {\ce {H2O}}}     | {\displaystyle {\ce {H2O}}}  |
| 甲烷   | {\displaystyle {\ce {CH4}}}     | {\displaystyle {\ce {CH4}}}  |
| 苯     | {\displaystyle {\ce {C6H6}}}    | {\displaystyle {\ce {CH}}}   |
| 硫     | {\displaystyle {\ce {S8}}}      | {\displaystyle {\ce {S}}}    |
| 葡萄糖 | {\displaystyle {\ce {C6H12O6}}} | {\displaystyle {\ce {CH2O}}} |

## 物理用法
在物理学领域，实验式又称为经验式、经验公式，乃是一个从实验或猜想导引出来，而不是直接从「第一原理」导引出来，可以预测观察结果的数学方程式。
一个标准的例子是专门预测氢原子谱线波长的里德伯公式。於1888年被提出，这公式可以準確地预测莱曼系的波长。可是，一直到1913年，尼尔斯·玻尔发表了他著名的原子玻尔模型以后，科学家們才搞清楚为什麼这公式会如此地准确。

## 参阅
- 经验主义（哲学上的用法和历史）
- 莫塞萊定律